# 휘세인 휘스뉘 에미르 에르킬레트
휘세인 휘스뉘 에미르 에르킬레트(튀르키예어: Hüseyin Hüsnü Emir Erkilet, 1883년 ~ 1954년 9월 4일)는 터키의 군인이다. 오스만 제국 육군 장교, 터키 육군 장교를 역임했다.